# 怀柔科学城

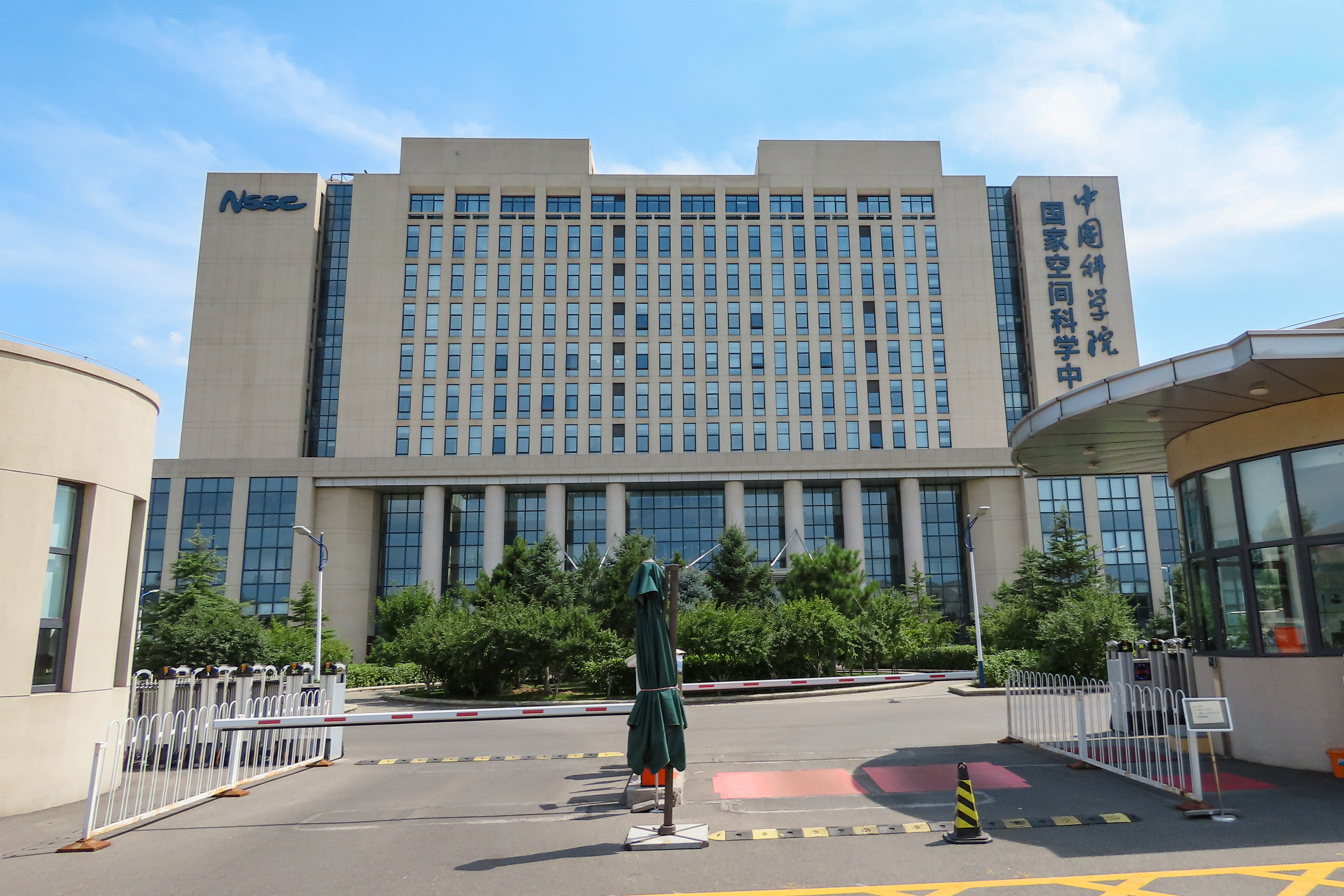
中国科学院国家空间科学中心怀柔园区

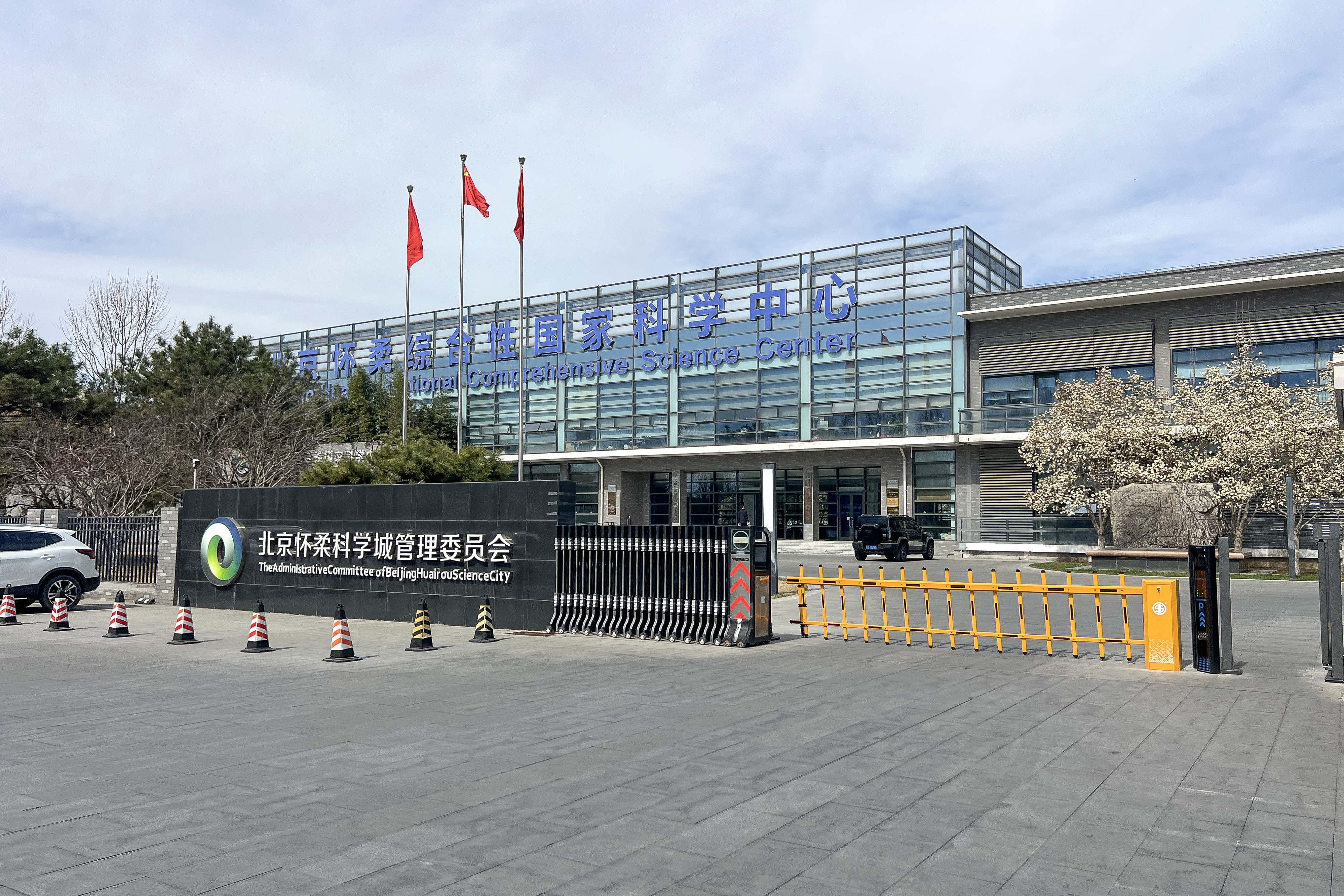
怀柔科学城管理委员会

北京怀柔科学城位于北京市怀柔区东南部与密云区交界处，与北京未来科学城和中关村科学城并称为北京市三大科学城之一，原址为北京雁栖经济开发区。北京市政府明确提出将其打造成“百年科学城”。

## 位置和城市规划
怀柔科学城位于北京北郊怀柔区，部分项目位于相邻的密云区，总规划面积100.9平方公里，其中怀柔区境内68.4平方公里，密云区境内32.5平方公里。
2020年10月22日开始公示的《怀柔科学城控制性详细规划（街区层面）（2020年—2035年）》（草案）将怀柔科学城划分为科学城中心区、科学城北区、科学城南区、科学城东区和科学田园5个空间单元，并细分为23个街区。

### 科学城中心区
科学城中心区面积约28平方公里，是怀柔综合性国家科学中心的核心承载区，大部分位于雁栖地区东南部，设有6个城市集建型街区和1个乡村田园型街区，规划常住人口8.43万人，规划城乡建设用地17.1平方公里，规划建筑规模1195万平方米。

### 科学城北区
科学城北区位于怀北镇南部、雁栖湖北岸，是怀柔科学城与雁栖湖国际会都融合发展的关键区域，面积5.7平方公里，设有城市集建型街区1个，规划常住人口2.1万人，规划城乡建设用地2.41平方公里，规划建筑规模183万平方米。北区南部为中国科学院大学，北部规划有怀北矿山公园及北京雁栖湖应用数学研究院。

### 科学城南区
科学城南区地跨怀柔地区、庙城地区、北房镇和杨宋镇，面积21.6平方公里，规划常住人口7.8万人，规划城乡建设用地9.7平方公里，规划建筑规模780万平方米，是怀柔科学城与怀柔老城区、中国（怀柔）影视产业示范区融合发展的枢纽区域，设有5个城市集建型街区和2个乡村田园型街区。位于杨宋的怀柔南站和北京电影学院新校区均被包含在科学城南区范围内。

### 科学城东区
科学城东区位于密云区西田各庄镇、十里堡镇，面积12.8平方公里，设有2个城市集建型街区和1个乡村田园型街区，规划常住人口2.75万人，规划城乡建设用地7.62平方公里，规划建筑规模439万平方米。地球系统数值模拟装置位于东区范围内。

### 科学田园
科学田园面积32.8平方公里，跨怀柔、密云两区，设有5个乡村田园型街区，规划常住人口1.92万人，规划城乡建设用地3.5平方公里，规划建筑规模123万平方米，范围内规划有生态林带、沙河湿地公园、雁密路田园景观路。

## 功能定位
建成一个世界级的重大科技基础设施集群，国内外顶尖科学家、世界一流大学和科研机构也将聚集于此。与中关村科学城、未来科学城相比，怀柔科学城的定位则是“突破”，将部署一批国家重大科技基础设施和前沿交叉研究平台，其核心任务是建设世界级的重大科技基础设施集群，是基础科学研究的一个重要载体。

## 交通

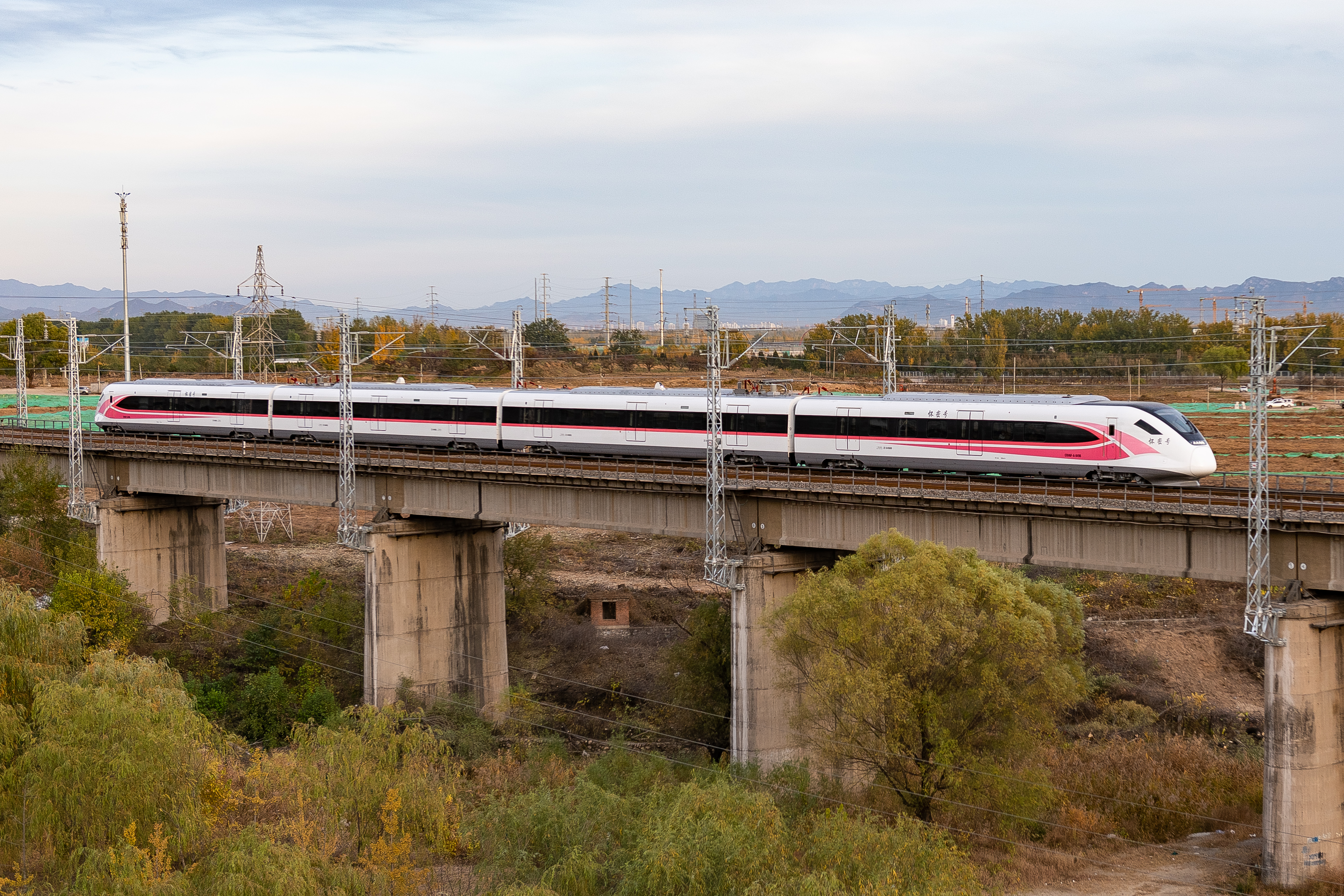
市郊铁路怀密线经过科学城中心区和北区

101国道、111国道、京承高速公路、京密高速公路等干道纵横穿过怀柔科学城，北京市郊铁路怀柔－密云线及通密线支线经过科学城西侧，设有雁栖湖站以及怀柔北站，京哈客运专线京沈段则在科学城南侧设怀柔南站。

### 轨道交通
怀柔科学城计划利用京承铁路、京通铁路和京沈客运专线提供多层级轨道交通服务，包括高速和城际铁路、区域快线（含市郊铁路）等，同时将结合轨道站点布局轨道微中心。

### 城市路网
怀柔科学城规划有“八横五纵”的城市路网主廊道。
- 八横：永乐大街、雁栖大街、中高路、北大街、惠民街、怀安大街、怀耿路、庙城南街
- 五纵：京加路-雁栖中心路、杨雁路、成贤路、西统路、云西四路